# Pont-sur-l'Ognon
Pont-sur-l'Ognon är en kommun i departementet Haute-Saône i regionen Bourgogne-Franche-Comté i östra Frankrike. Kommunen ligger i kantonen Villersexel som tillhör arrondissementet Lure. År 2022 hade Pont-sur-l'Ognon 59 invånare.

## Befolkningsutveckling
Antalet invånare i kommunen Pont-sur-l'Ognon
| Referens: INSEE |